# Statistiche e record del Venezia Football Club

## Statistiche di squadra

### Partecipazione ai campionati
| Livello | Categoria                  | Partecipazioni | Debutto   | Ultima stagione | Totale |
| ------- | -------------------------- | -------------- | --------- | --------------- | ------ |
| 1º      | Prima Categoria            | 8              | 1908-1909 | 1914-1915       | 24     |
| 1º      | Prima Divisione            | 1              | 1921-1922 | 1921-1922       | 24     |
| 1º      | Divisione Nazionale        | 2              | 1928-1929 | 1945-1946       | 24     |
| 1º      | Serie A                    | 13             | 1939-1940 | 2021-2022       | 24     |
| 2º      | Seconda Divisione          | 4              | 1922-1923 | 1925-1926       | 43     |
| 2º      | Prima Divisione            | 2              | 1926-1927 | 1927-1928       | 43     |
| 2º      | Serie B                    | 37             | 1929-1930 | 2020-2021       | 43     |
| 3º      | Serie C                    | 14             | 1935-1936 | 1976-1977       | 23     |
| 3º      | Serie C1                   | 5              | 1988-1989 | 2007-2008       | 23     |
| 3º      | Lega Pro Prima Divisione   | 2              | 2008-2009 | 2013-2014       | 23     |
| 3º      | Lega Pro                   | 2              | 2014-2015 | 2016-2017       | 23     |
| 4º      | Serie C2                   | 9              | 1979-1980 | 2005-2006       | 11     |
| 4º      | Lega Pro Seconda Divisione | 1              | 2012-2013 | 2012-2013       | 11     |
| 4º      | Serie D                    | 1              | 2015-2016 | 2015-2016       | 11     |
| 5º      | Serie D                    | 5              | 1977-1978 | 2011-2012       | 6      |
| 5º      | Campionato Interregionale  | 1              | 1982-1983 | 1982-1983       | 6      |

È esclusa la partecipazione alla stagione 1943-1944, essendo competizione non ufficiale F.I.G.C.

## Statistiche individuali

### Lista dei capitani
| Calciatore             | Ruolo | Stagioni al club                            | Stagioni da capitano      | Presenze | Reti |
| ---------------------- | ----- | ------------------------------------------- | ------------------------- | -------- | ---- |
| …                      |       |                                             |                           |          |      |
| Víctor Tortora         | C     | 1938-1943 e 1946-1947                       | 1940-1943 (3)             | 158      | 4    |
| …                      |       |                                             |                           |          |      |
| Luigi Griffanti        | P     | 1946-1950                                   | 1949-1950 (1)             | 93       | 0    |
| Lino Cauzzo            | D     | 1947-1952                                   | 1950-1952 (2)             | 91       | 1    |
| Pietro Castignani      | C     | 1947-1950 e 1951-1953                       | 1952-1953 (1)             | 119      | 7    |
| Pietro Bacchini        | D     | 1951-1955                                   | 1953-1955 (2)             | 103      | 0    |
| Dino Fragni            | D     | 1955-1959                                   | 1955-1959 (4)             | 129      | 0    |
| Battista Tresoldi      | D     | 1955-1961                                   | 1959-1961 (2)             | 176      | 0    |
| Mario Tesconi          | C     | 1954-1957 e 1958-1964                       | 1961-1964 (3)             | 258      | 10   |
| Marcello Neri          | C     | 1962-1968                                   | 1964-1968 (4)             | 148      | 10   |
| Bartolomeo Tarantino   | D     | 1963-1969                                   | 1968-1969 (1)             | 154      | 1    |
| Giuseppe Del Zotto     | C     | 1969-1971                                   | 1969-1970 (1)             | 38       | ?    |
| Nello Scarpa           | C     | 1968-1971, 1972-1974, 1975-1977 e 1978-1981 | 1970-1971 e 1979-1981 (3) | 331      | 18   |
| Mario Ardizzon         | D     | 1956-1963 e 1971-1974                       | 1971-1972 (1)             | 215      | 2    |
| Alessio Badari         | A     | 1969-1973                                   | 1972-1973 (1)             | 133      | 11   |
| Roberto Bellinazzi     | A     | 1965-1966, 1967-1969, 1970-1972, 1973-1974  | 1973-1974 (2)             | 202      | 54   |
| Dino Spadetto          | A     | 1974-1975                                   | 1974-1975 (1)             | 20       | 1    |
| Pier Luigi Bassanese   | D     | 1972-1977                                   | 1975-1976 (1)             | ?        | ?    |
| Sandro Santarello      | D     | 1967-1978                                   | 1976-1977 (1)             | 277      | 1    |
| Gastone Lupo           | C     | 1968-1970 e 1977-1978                       | 1977-1978 (1)             | ?        | ?    |
| Angelo Rosa            | D     | 1977-1981                                   | 1978-1979 (1)             | ?        | ?    |
| Giovanni Maria Frinzi  | C     | 1981-1982                                   | 1981-1982 (1)             | ?        | ?    |
| Silvano Colusso        | C     | 1982-1983                                   | 1982-1983 (1)             | 28       | 0    |
| Alfredo Giuseppe Spada | C     | 1983-1984                                   | 1983-1984 (1)             | ?        | ?    |
| Francesco Guidolin     | C     | 1984-1986                                   | 1984-1986 (2)             | 41       | 1    |
| Luigi Capuzzo          | C     | 1982-1987                                   | 1986-1987 (1)             | 116      | 35   |
| Fabio Perinelli        | C     | 1987-1989                                   | 1987-1989 (2)             | 53       | 4    |
| Renzo Gobbo            | C     | 1988-1991                                   | 1989-1991 (2)             | 72       | 4    |
| Francesco Romano       | C     | 1991-1993                                   | 1991-1993 (2)             | 66       | 7    |
| Andrea Poggi           | D     | 1991-1993                                   | 1993 (1)                  | 141      | 4    |
| Pietro Mariani         | D     | 1992-1995                                   | 1993-1995 (2)             | 90       | 4    |
| Giancarlo Filippini    | D     | 1989-1993 e 1994-1998                       | 1995-1998 (3)             | 220      | 6    |
| Gianluca Luppi         | D     | 1997-2001                                   | 1998-2001 (3)             | 105      | 4    |
| Simone Pavan           | D     | 1995-2002                                   | 2001-2002 (1)             | 175      | 3    |
| Alessandro Calori      | D     | 2002-2004                                   | 2002-2004 (2)             | 58       | 1    |
| Raffaele Biancolino    | A     | 2004-2005                                   | 2004-2005 (1)             | 36       | 8    |
| Riccardo Allegretti    | C     | 2005                                        | 2005 (1)                  | 19       | 2    |
| Mattia Collauto        | C     | 2004-2012                                   | 2005-2012 (7)             | 220      | 16   |
| Fabio Lauria           | A     | 2011-2013                                   | 2012-2013 (1)             | 64       | 14   |
| Gianluca Giovannini    | D     | 2012-2013                                   | 2013 (1)                  | 19       | 0    |
| Vito Di Bari           | D     | 2013-2014                                   | 2013-2014 (1)             | 23       | 2    |
| Gennaro Esposito       | C     | 2014-2015                                   | 2014-2015 (1)             | 23       | 0    |
| Evans Soligo           | C     | 1997-1998, 2002-2003, 2015-2018             | 2015-2018 (3)             | 75       | 5    |
| Maurizio Domizzi       | D     | 2016-2019                                   | 2018-2019 (1)             | 99       | 11   |
| Marco Modolo           | D     | 2009-2010, 2015-2024                        | 2019-2024 (4)             | 273      | 27   |
| Joel Pohjanpalo        | A     | 2022-2025                                   | 2024-2025 (1)             | 96       | 48   |
| Francesco Zampano      | D     | 2022-2025                                   | 2025 (1)                  | 99       | 3    |
| Jay Idzes              | D     | 2023-                                       | 2025- (2)                 | 66       | 5    |

### Record di presenze
| Campionato - 331 Nello Scarpa (1968-1971, 1973-1974, 1975-1977, 1978-1981) - 277 Sandro Santarello (1967-1978) - 271 Gianni Grossi (1960-1969) - 260 Mario Tesconi (1954-1957, 1958-1964) - 256 Marco Modolo (2009-2010, 2015-2024) - 220 Giancarlo Filippini (1989-1993, 1994-1998) - 217 Mattia Collauto (2004-2012) - 215 Mario Ardizzon (1956-1963, 1971-1974) 215 Paolo Poggi (1989-1992, 2002-2003, 2004, 2006-2009) - 202 Roberto Bellinazzi (1965-1966, 1967-1969, 1970-1972, 1973-1974)   | Coppa Italia - 17 Juan Alberti (1938-1943) 17 Gianluca Luppi (1997-2001) 17 Lidio Stefanini (1938-1943) 17 Víctor Tortora (1938-1943) - 16 Sandro Puppo (1939-1943) - 15 Silvio Di Gennaro (1939-1943) - 14 Simone Pavan (1995-2002) 14 Francesco Pedone (1997-2001) - 13 Roberto Fogli (1992-1997) 13 Filippo Maniero (1998-2002) 13 Fabian Valtolina (1998-2002) |
| Serie A - 145 Sandro Puppo (1939-1943, 1946-1947) - 144 Silvio Di Gennaro (1939-1943, 1946-1947) - 135 Francesco Pernigo (1939-1943, 1946-1947) - 112 Víctor Tortora (1939-1943, 1946-1947) - 104 Lidio Stefanini (1939-1943) - 102 Juan Alberti (1939-1943, 1946-1947) - 88 Filippo Maniero (1998-2000, 2001-2002) - 84 Giorgio Fioravanti (1939-1943, 1946-1947) 84 Fabian Valtolina (1998-2000, 2001-2002) - 77 Gianni Grossi (1961-1963, 1966-1967) - 64 Mario Ardizzon (1956-1963; 1971-1974) | Serie B - 171 Angelo Bianchi (1929-1935) - 166 Gianni Grossi (1960-1961, 1963-1966, 1967-1968) - 161 Giancarlo Filippini (1991-1993, 1994-1998) - 150 Alfredo Giuge (1929-1933, 1936-1938) - 149 Mario Tesconi (1956-1957, 1958-1961, 1963-1964) - 147 Roberto Fogli (1992-1997) - 143 Battista Tresoldi (1956-1961) - 137 Diego Bortoluzzi (1991-1995, 1995-1996) 137 Gianni Molinari (1956-1960) - 131 Aldo Gorini (1929-1934) 131 Marcello Neri (1963-1966, 1967-1968) |

### Record di marcature
| Campionato - 70 Francesco Pernigo (1938-1944, 1945-1947) - 61 Juan Alberti (1938-1944, 1945-1947) - 54 Roberto Bellinazzi (1965-1966, 1967-1969, 1970-1972, 1973-1974) 54 Filippo Maniero (1998-2002) - 51 Giovanni Calegari (1955-1960) - 47 Joel Pohjanpalo (2022-2025) - 44 Paolo Poggi (1989-1992, 2002-2003, 2004, 2006-2009) - 39 Gino Raffin (1960-1963) - 38 Adriano Zecca (1947-1949) - 35 Luigi Capuzzo (1982-1987) 35 Raffaele Cerbone (1993-1996)                                     | Coppa Italia - 12 Juan Alberti (1938-1943) - 7 Giovanni Calegari (1958-1960) - 6 Lanfranco Alberico (1940-1943) 6 Fortunato Baldinotti (1936-1938) 6 Francesco Canella (1958-1959) - 5 Ciro Ginestra (1996-1998, 2000, 2002, 2003-2005) 5 Francesco Pernigo (1938-1943) - 4 Enio Bonaldi (1992-1993, 1994) 4 Salvatore Campilongo (1992-1994) 4 Filippo Maniero (1998-2002) 4 Valentino Mazzola (1940-1942) 4 Angelo Valari (1936-1937) |
| Serie A - 45 Francesco Pernigo (1939-1943, 1946-1947) - 39 Filippo Maniero (1998-2000, 2001-2002) - 35 Juan Alberti (1939-1943, 1946-1947) - 22 Gino Raffin (1961-1963) - 13 Ezio Loik (1940-1942) 13 Valeriano Ottino (1946-1947) - 12 Valentino Mazzola (1940-1942) - 10 Álvaro Recoba (1999) - 9 Thomas Henry (2021-2022) - 8 Can Bartu (1962-1963) 8 Bruno Siciliano (1961-1962) 8 Maurizio Ganz (1999-2000) 8 Mario Renosto (1946-1947, 1949-1950) 8 Fabian Valtolina (1998-2000, 2001-2002) | Serie B - 43 Giovanni Calegari (1956-1960) - 41 Joel Pohjanpalo (2022-2025) - 38 Adriano Zecca (1947-1949) - 35 Raffaele Cerbone (1993-1996) - 24 Silvano Mencacci (1964-1966, 1967-1968) 24 Gianni Rossi (1956-1961) - 22 Bruno Santon (1959-1961, 1963-1965) 22 Sergio Vergazzola (1950-1952) - 21 Paolo Poggi (1991-1992, 2002-2003, 2004) - 20 Claudio Bellucci (1996-1997) 20 Pietro Broccini (1950-1951)                          |